# 5th Anniversary Special Edition "D//ear…"
『5th Anniversary Special Edition "D//ear…"』は、日本のダンスロックバンドDISH//の9th映像作品。2016年8月24日にSony Recordsよりリリースされた。

## 概要
DISH//結成5周年記念5大企画の第2弾としてリリースされた。完全生産限定盤であり、全3回のホールツアーの模様に加え、特典映像を収録したDVD／BD、ソロ曲6曲を収録したCD、ホールツアーの振り返りインタビューやライブ写真、撮りおろし写真などを収録した写真集がセットとなっている。

## 収録内容

### DVD／BD

#### DISH// 2014 Spring ホールツアー『D//PINK』
2014.03.22（土）＠中野サンプラザホール
1. OPENING
2. 恋するSPY
3. マジで無理～SUPERムチャブラレターズ～
4. 東京VIBRATION
5. MC
6. ギブミーチョコレート！
7. デート＠ショッピングモール
8. こくっちゃえっつーの！
9. FREAK SHOW
10. 踊らにゃソン！Song！
11. Never stop now！
12. ザ・ディッシュ～とまらない青春 食欲編～
13. D//PINK選手権
14. secReT love by RYUJI・To-i
15. TENKOUSEI
16. ピーターパンシンドローム
17. 晴れるYA！
18. ポエム
19. 君がいないと

#### DISH// 2015 Summer ホールツアー『D//KIN』
2015.07.11（土）＠東京国際フォーラム ホールＡ
1. OPENING
2. 晴れるYA！
3. W-B-C "若人Baseball Classic"
4. I Can Hear
5. MC
6. LOL
7. ミュージックアワードVTR
8. ラブソングなんて似合わない by タンバリまーくん★とカスタネッツ
9. かっとび！バリバリーゼント by RYUJI
10. こんな僕に舞い降りた魔法 by TAKUMI
11. Dr. Please!! by MASAKI・RYUJI
12. 言えやしないよ… by TAKUMI・To-i
13. 交換日記VTR
14. キット
15. 暮れゆく空の彼方に
16. 万年皿組 コント
17. HipPopCorn by To-i
18. KLAP
19. イエ～ィ!!☆夏休み
20. サイショの恋～モテたくて～
21. FLAME
22. ENDING

#### DISH// 2016 Spring ホールツアー『D//RedBlue』
2016.04.03（日）@TOKYO DOME CITY HALL
1. OPENING
2. 皿に走れ!!!!
3. It's alright
4. GRAND HAPPY
5. MC
6. Shall We Dance????
7. クイズ!恋するキンコンカン!
8. 俺たちルーキーズ
9. THE PHANTOM
10. 楽屋風景VTR
11. 春イチゴ by TAKUMI・RYUJI
12. 前へ by MASAKI・To-i
13. こんな僕に舞い降りた魔法 by TAKUMI
14. 俺のアモーレ by RYUJI
15. HipPopCorn by To-i
16. Pa Pa Pa パンティー！ by MASAKI
17. ソロ曲MV争奪対決
18. 東京VIBRATION
19. 暮れゆく空の彼方に
20. LOL
21. 夢旅
22. MC
23. birds
24. 虹のカケラ
25. FLAME
26. 変顔でバイバイ!!
27. MC
28. サクラボシ

#### 特典映像
- 村松社長との結成前面談
- メジャーデビュー後初の単独イベント 2013 7/13 原宿クエストホール ダイジェスト
- MASAKI初監督作品「Pa Pa Pa パンティー！」MUSIC VIDEO & メイキング

### CD
1. ラブソングなんて似合わない by タンバリまーくん★とカスタネッツ
2. かっとび！バリバリーゼント by RYUJI
3. こんな僕に舞い降りた魔法 by TAKUMI
4. HipPopCorn by To-i
5. 俺のアモーレ by RYUJI
6. Pa Pa Pa パンティー！ by MASAKI

### 写真集（全100ページ）
- 各ホールツアーの振り返りインタビュー
- 各ホールツアーのライブ写真
- 各メンバーの企画ページ
- 過去のアーティスト写真
- 撮りおろし写真